# Poey-d’Oloron
Poey-d’Oloron – miejscowość i gmina we Francji, w regionie Nowa Akwitania, w departamencie Pireneje Atlantyckie.
Według danych na rok 1990 gminę zamieszkiwały 172 osoby, a gęstość zaludnienia wynosiła 36 osób/km² (wśród 2290 gmin Akwitanii Poey-d’Oloron plasuje się na 1005. miejscu pod względem liczby ludności, natomiast pod względem powierzchni na miejscu 1439.).